# 듀라셀

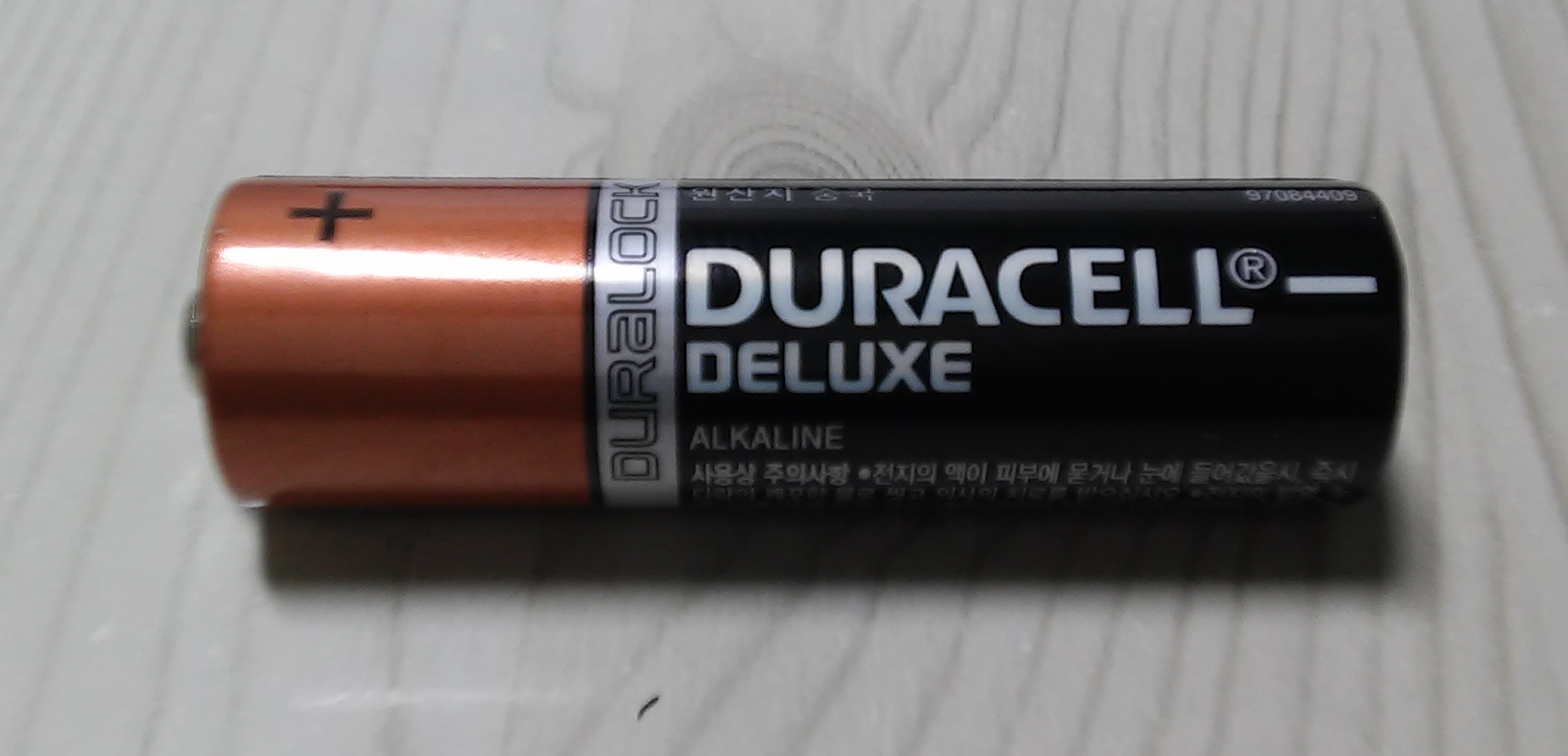
듀라셀 건전지

듀라셀(영어: Duracell)은 미국의 건전지 브랜드이다. 본사는 뉴욕 북동쪽의 코네티컷주 베델에 있다.
1920년 말로리라는 회사에서 출시한 것을 시작으로 하며, 회사의 주인이 몇 차례 바뀌었다. 1975년에 말로리의 창업주가 죽은 이래 크래프트 푸즈, 콜버그 크래비스 로버츠, 질레트 등에 회사가 넘어갔고, 2005년에 질레트가 P&G에 인수되먼서 P&G의 계열사로 있었다. 그러다가 2015년에 듀라셀을 워렌 버핏의 버크셔 해서웨이가 사들이면서, 현재는 버크셔 해서웨이 계열에 있다.
알칼리 전지, 니켈-메탈 수소 충전지와 보조배터리 등의 배터리뿐만 아니라 손전등이나 메모리 카드, 충전기, 자동차용 납 축전지 등도 판매하고 있다. 2008년에는 듀라셀 울트라가 출시되었다. 2009년에는 듀라셀 울트라 파워체크가 출시되어 건전지 잔량이 얼마나 남아 있는지 확인할 수 있었으나, 현재는 단종됐다.
중국에 현지공장을 두고 있으며, 대한민국에 유통되는 듀라셀 건전지는 일반형과 코인형을 통틀어 대부분 중국산이 들어온다. 다만 9V 건전지는 말레이시아산이 들어온다.
광고가 특이한데, 마지막 장면에선 건전지의 상단부가 닫힌다.

## 마스코트
분홍 토끼인 듀라셀 버니를 사용한다. 그러나 경쟁사인 에너자이저가 이 마스코트를 패러디한 토끼 캐릭터의 사용권을 먼저 등록하여 자사의 본진인 북미에서는 토끼 캐릭터를 사용하지 못한다.

## 후원
- Gillette 스타리그 2004 - 질레트와 함께 듀라셀도 공동 후원했었다.
- 윌리엄스 F1의 스폰서이기도 하였다.